# Parque Nacional dos Sundarbans
O Parque Nacional dos Sundarbans, situado no estado de Bengala Ocidental, Índia, é um parque nacional, reserva de tigres e reserva da biosfera. É completado pelp parque contiguo de Sundarbans no Bangladesh. A região de Sundarbans, situada no delta do rio Ganges, está coberta por um bosque denso de manguezal, e constitui uma das maiores reservas do tigre-de-bengala (Panthera tigris tigris). Também conta com grande número de especies de aves, de répteis, como o crocodilo-marinho (Crocodylus porosus), e de invertebrados.
Foi declarado como Património da Humanidade pela UNESCO em 1987, abarcando uma área protegida de 133.010 ha. É também um sítio Ramsar, desde janeiro de 2019.

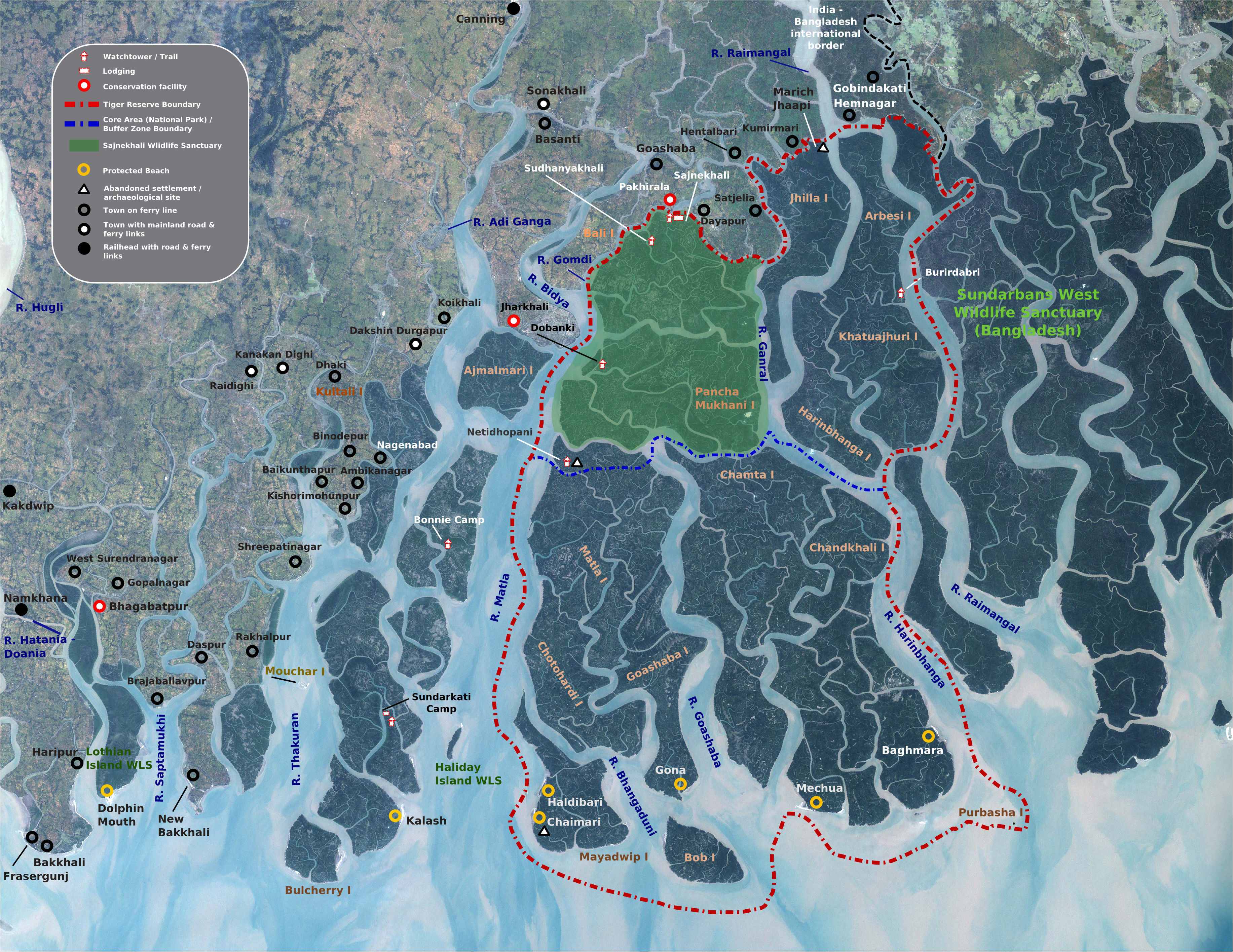
Mapa das áreas protegidas nos Sundarbans indianos, com os limites da reserva de tigres, do parque nacional e de três santuários de vida selvagem, conservação e acolhimento, e seus pontos de acesso.